# Gabriel (míssil)
O míssil antinavio Gabriel é um míssil israelense desenvolvido pela IAI usado principalmente pelas Forças de Defesa de Israel, e exportado para vários países. Ele compete no mesmo nicho dos mísseis: Naval Strike Missile da Kongsberg; Exocet da MBDA; Harpoon da Boeing; RBS-15 da Saab; e o Yingji da CASIC.

## Versões
Algumas das versões do míssil Gabriel.
- A versão superfície-superfície: Gabriel 4;
- A versão ar-superficie: Gabriel 4LR;
- A versão ar-superfície (lançado pelo avião F-4 Kurnass II): Gabriel 3AS.